# Ласло Кляйнгайслер
Ласло Кляйнгайслер (угор. Kleinheisler László, нар. 8 квітня 1994, Казінцбарцика) — угорський футболіст, півзахисник грецького «Панатінаїкоса» і національної збірної Угорщини.

## Клубна кар'єра
У дорослому футболі дебютував 2012 року виступами за «Академію Пушкаша», в якій провів один сезон, взявши участь у 27 матчах чемпіонату. 
Своєю грою за цю команду привернув увагу представників тренерського головної команди «Відеотона», до складу якої приєднався 2013 року. Відіграв за клуб з Секешфегервара наступні два сезони своєї ігрової кар'єри. Другу половину 2015 року знову провів в «Академії Пушкаша», де грав на умовах оренди.
На початку 2016 року отримав запрошення приєднатися до очолюваної Віктором Скрипником команди німецького «Вердера», з яким 20 січня 2016 року уклав контракт на 3,5 роки.

## Виступи за збірні
2010 року дебютував у складі юнацької збірної Угорщини, взяв участь у 6 іграх на юнацькому рівні, відзначившись 2 забитими голами.
Протягом 2013–2014 років залучався до складу молодіжної збірної Угорщини. На молодіжному рівні зіграв у 10 офіційних матчах, забив 2 голи.
У листопаді 2015 року неочікувано не лише отримав своє перше запрошення до національної збірної Угорщини напередодні надзвичайно важливих матчів плей-оф відбору до Євро-2016, але й був включений до стартового складу угорської команди. Сповна виправдав довіру тренерського штабу національної команди, ставши автором єдиного голу у виїзному матчі проти збірної Норвегії. Був учасником й другого матчу проти норвежців, в якому його збірна також перемогла (з рахунком 2:1), кваліфікувавшись до фінальної частини континентальної першості уперше з 1972 року.
| Дата       | Місто            | Господарі         | Результат | Гості       | Турнір             | Голи | Примітки |
| ---------- | ---------------- | ----------------- | --------- | ----------- | ------------------ | ---- | -------- |
| 12-11-2015 | Осло             | Норвегія          | 0 – 1     | Угорщина    | Відбір до ЧЄ 2016  | 1    | 72'      |
| 15-11-2015 | Будапешт         | Угорщина          | 2 – 1     | Норвегія    | Відбір до ЧЄ 2016  | -    | 74'      |
| 26-3-2016  | Будапешт         | Угорщина          | 1 – 1     | Хорватія    | товариський матч   | -    | 79'      |
| 20-5-2016  | Будапешт         | Угорщина          | 0 – 0     | Кот-д'Івуар | товариський матч   | -    | 46'      |
| 4-6-2016   | Гельзенкірхен    | Німеччина         | 2 – 0     | Угорщина    | товариський матч   | -    | 42' 82'  |
| 14-6-2016  | Бордо            | Австрія           | 0 – 2     | Угорщина    | ЧЄ 2016 - 1-й етап | -    | 89'      |
| 18-6-2016  | Марсель          | Ісландія          | 1 – 1     | Угорщина    | ЧЄ 2016 - 1-й етап | -    | 83'      |
| 6-9-2016   | Торсгавн         | Фарерські острови | 0 – 0     | Угорщина    | Відбір до ЧС 2018  | -    | 42' 80'  |
| 7-10-2016  | Будапешт         | Угорщина          | 2 – 3     | Швейцарія   | Відбір до ЧС 2018  | -    | 75'      |
| 10-10-2016 | Рига             | Латвія            | 0 – 2     | Угорщина    | Відбір до ЧС 2018  | -    | 46'      |
| 13-11-2016 | Будапешт         | Угорщина          | 4 – 0     | Андорра     | Відбір до ЧС 2018  | -    | 15' 74'  |
| 5-6-2017   | Будапешт         | Угорщина          | 0 – 3     | Росія       | товариський матч   | -    | 70' 80'  |
| 9-6-2017   | Андорра-ла-Велья | Андорра           | 1 – 0     | Угорщина    | Відбір до ЧС 2018  | -    |          |
| Усього     |                  | Матчів            | 13        |             | Голів              | 1    |          |

## Титули і досягнення
- Володар Кубка Угорщини (1):

«Ференцварош»:  2016–17
- Чемпіон Казахстану (1):

«Астана»: 2017
- Володар Суперкубка Казахстану (1):

«Астана»: 2018